# Neukirchen am Großvenediger
Neukirchen am Großvenediger is een gemeente in de Oostenrijkse deelstaat Salzburger Land, en maakt deel uit van het district Zell am See.
Neukirchen am Großvenediger telt 2613 inwoners.
Het ligt aan de berg met de naam Großvenediger.
Neukirchen am Großvenediger heeft 's winters aanzienlijke sneeuwval. In 2009 lag er zelfs 2 meter op sommige plekken. Het skigebied bestaat uit 75 kilometer pistes en ligt op ongeveer 1900 meter hoogte.